# Ребриково (Донецкая область)
Ребриково (укр. Ребрикове) — село на Украине, находится в Старобешевском районе Донецкой области. Под контролем самопровозглашённой Донецкой Народной Республики.

## География
Село расположено на реке под названием Кальмиус.

#### Соседние населённые пункты по странам света
СЗ: Старобешево (выше по течению Кальмиуса)
З: Кипучая Криница, Родниково
ЮЗ: Подгорное, Раздольное (ниже по течению Кальмиуса)
Ю: Петровское, город Комсомольское, Весёлое (ниже по течению Кальмиуса), Андреевка
С: Береговое (выше по течению Кальмиуса)
СВ: Новокатериновка, Прохоровское, Шмидта
В: Ленинское
ЮВ: Войково, Новозарьевка, Зелёное

## Население
Население по переписи 2001 года составляло 109 человек.

## Общие сведения
Код КОАТУУ — 1424584606. Почтовый индекс — 87242. Телефонный код — 6253.

## Адрес местного совета
87240, Донецкая область, Старобешевский р-н, с.Новокатериновка, ул.Ленина